# Käo (Saaremaa)
Käo is een plaats in de Estlandse gemeente Saaremaa, provincie Saaremaa. De plaats heeft de status van dorp (Estisch: küla).
Tot in oktober 2017 lag Käo in de gemeente Laimjala. In die maand werd Laimjala bij de fusiegemeente Saaremaa gevoegd.

## Bevolking
Het dorp had 82 inwoners op 31 december 2011 en 71 inwoners op 31 december 2021.

## Geschiedenis
Käo ontstond in de jaren twintig van de 20e eeuw als nederzetting op het terrein van het voormalige landgoed Audla. De naam is ontleend aan een verdwenen dorp Käoküla, dat in de 17e eeuw op deze plaats lag. In 1977 werden Käo en de buurdorpen Jõe en Ollamäe bij Audla gevoegd. In 1997 werden Jõe en Käo weer zelfstandige dorpen. Ollamäe kwam niet terug als zelfstandig dorp, maar werd een deel van Käo.